# Anales de Inisfallen

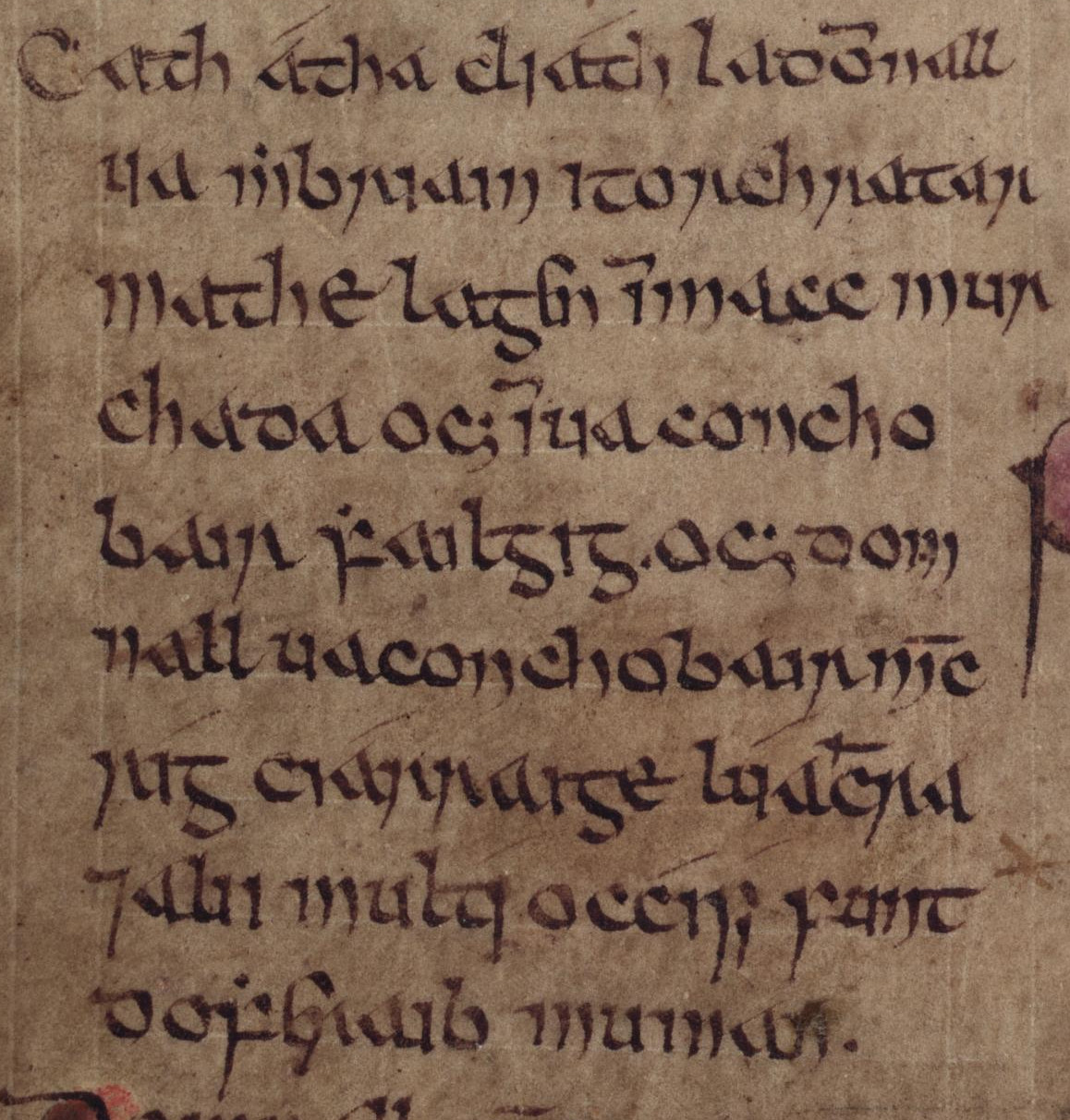
Un extracto del folio 34r de Bodleian Library MS Rawlinson B 503

No confundir con la compilación del siglo XVIII conocida como Anales dublineses de Inisfallen.
Los Anales de Inisfallen son una crónica medieval de la historia de Irlanda. Posee más de 2500 entradas que comprende desde el año 433 hasta 1450, pero se cree que se escribió entre los siglos XII y XV por los monjes de la Abadía de Innisfallen, ubicada en una isla de los lagos de Killarney, cerca de Killarney.
La historiadora Kathleen Hughes teoriza que los anales proceden de la Crónica de Irlanda.
Al margen de las entradas cronológicas, el manuscrito contiene una corta historia narrative de la Irlanda precristiana, conocida como la sección pre-Patricia. Esta sección posee muchos elementos en común con Lebor Gabála Érenn.
Actualmente la obra está depositada en la Biblioteca Bodleiana en Oxford, Inglaterra En 2001, Brian O'Leary, un canciller de Fianna Fáil en Killarney, reclamó la devolución de los anales a la ciudad.